# 간석자유시장

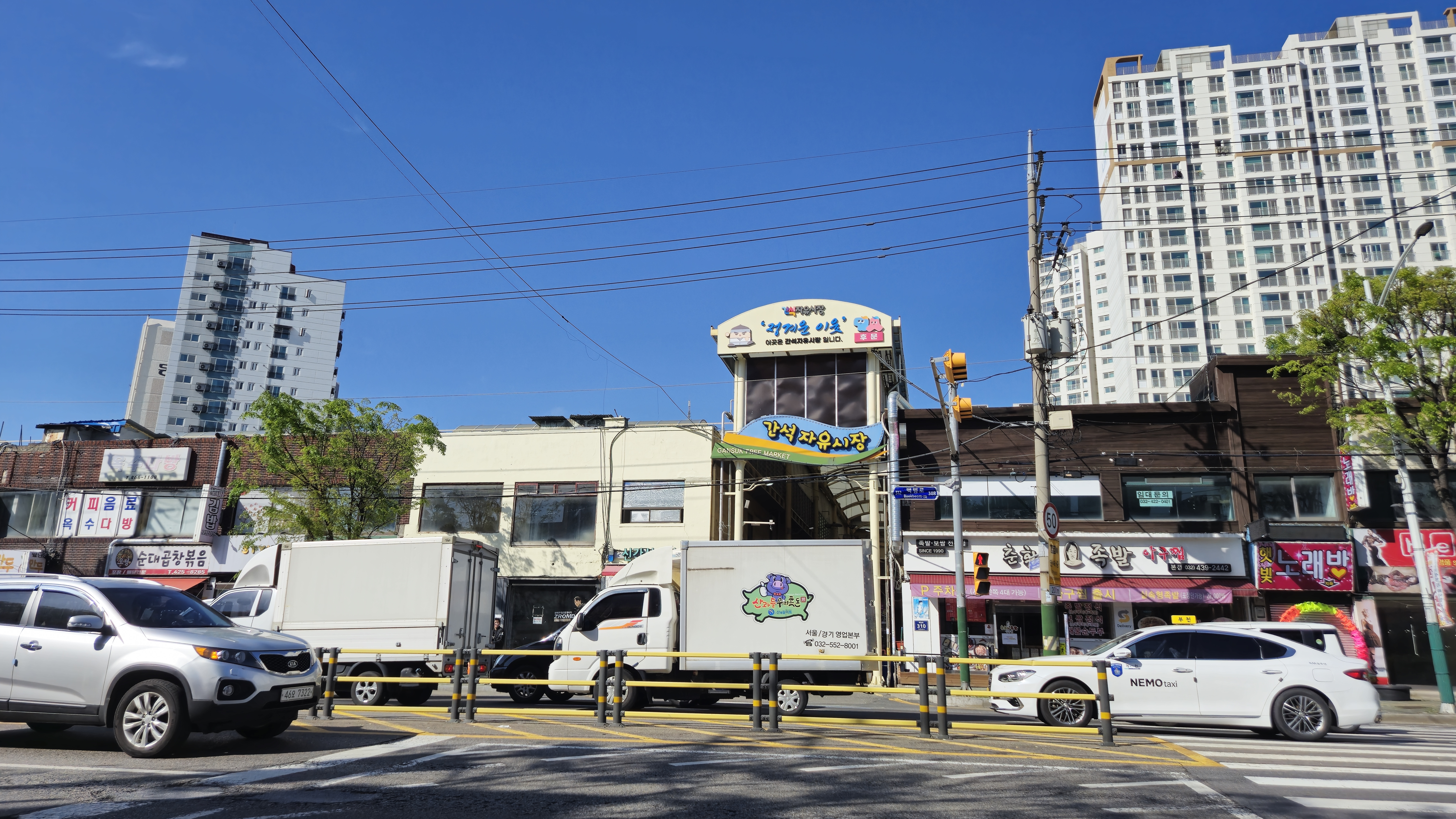
간석자유시장(백범로312-1)

간석자유시장은 인천광역시 남동구 간석동에 위치한 시장이다. 간석동 상인회가 1970년에 결성되어 2009년 지역의 특색화 거리 구성이 시작되며, 2019년에 소상공인진흥공단의 희망사업프로젝트 사업 일환으로 시장 형성 시작해 2020년부터는 간석자유시장이라는 명칭으로 간석동에 구성되었다.
인천광역시 남동구의 모래내시장, 구월동의 (구)구월동농산물도매시장(현재, 남촌농산물도매시장)와 함께 전통재래시장의 이름을 유지하고 가꾸고 발전하는 공간이라 할 수 있다. 백범로가 주 도로이며, 같은 백범로 간석오거리와 호구포로와 교차하는 간석사거리의 중간에 위치해 있다.

## 개요
간석자유시장은 인천광역시 남동구의 시장으로 간석동과 인근 만수동 주민들의 전통시장 역할을 하고 있다.
- 위치 : 인천광역시 남동구 백범로 312-1
- 점포수 : 약 100여개 (2023년 기준)[1]

## 주요점포
인천광역시 남동구 용천로와 백범로, 백범로310번길, 간석로72번길, 간석로66번길 등에 배치된 매장과 점포들로 구성되어 있다. 축산, 수산, 청과, 중식, 한식, 축산물 유통, 양품, 건강원, 반찬배달 등 골목 전통시장의 느낌이 있지만 100여개의 점포가 밀집된 중형 전통시장이다.
- 강화순대
- 미림치킨
- 성연수산
- 별난만두
- 선일청과
- 우리청과
- 섭이네 정육점
- 미래상회
- 유진콜렉션
- 경주빵집
- 다정패션
- 센스모아
- 홍명숙 황해 닭강정
- 춘희네
- 이모네반찬
- BYC할인매장
- 달달호두
- 풍년족발
- 중국식품
- 율이네
- 간석청과
- 엄마사랑건강원

## 같이 보기
- 모래내시장
- 간석오거리역